# Ignacio Tarazona
Ignacio Tarazona y Blanch, astrónomo español, nacido en Sedaví, Valencia, y muerto en Valencia (1854 - 1924).
Catedrático de cosmografía y física del Globo, y hermano del también astrónomo Antonio Tarazona. Don Ignacio Tarazona se había doctorado en ciencias exactas por la Universidad de Valencia y sentía una enorme pasión por la astronomía, por su investigación y por su divulgación. En 1898 obtuvo la cátedra de cosmografía y física del Globo de la Universidad de Barcelona. En 1906 regresó a tierras valencianas para tomar nuevamente posesión de una cátedra de cosmografía y física del Globo, esta vez en la Universidad de Valencia. Su interés por la investigación astronómica le llevó a fundar sendos observatorios universitarios en las universidades de Barcelona (1905) y Valencia (1909). Este último, el Observatorio Astronómico de la Universidad de Valencia, todavía está en activo y es el observatorio astronómico universitario más antiguo de España. Para Tarazona constituía "un deber crear estos observatorios, a fin de relacionarse con el progreso de la enseñanza experimental". El doctor Tarazona estableció un activo intercambio de información y trabajos con una amplia red de observatorios e instituciones científicas españolas y extranjeras. Llevó a cabo, además, una serie de tareas de índole docente y divulgadora, de gran interés.
- Datos: Q9007853